# جيمي إدواردز (ممثل)
جيمي إدواردز (بالإنجليزية: Jimmy Edwards) هو ممثل بريطاني (وحمل سابقاً جنسية المملكة المتحدة لبريطانيا العظمى وأيرلندا)، ولد في 23 مارس 1920 في المملكة المتحدة، وتوفي في 7 يوليو 1988 بلندن في المملكة المتحدة. من الجوائز التي نالها Distinguished Flying Cross (United Kingdom) ‏.

## جوائز
- Distinguished Flying Cross (United Kingdom) [الإنجليزية]‏

## وصلات خارجية
- جيمي إدواردز على موقع IMDb (الإنجليزية)
- جيمي إدواردز على موقع قاعدة بيانات الفيلم (الإنجليزية)